# Religieuse
Religieuse (wymowaⓘ) – rodzaj eklerka, parzone ciasto francuskie wykonane w małej formie, ułożone jedno na drugim (mniejsze na większym). Oba kawałki wypełnione są crème pâtissière, najczęściej o smaku czekoladowym lub mokka. Obie części religieuse są na górze polane ganaszem, o tym smaku co nadzienie, natomiast do sklejenia dwóch części ciasta używa się lukru maślanego.

## Historia
Wydaje się, że przepis powstał w XIX wieku.

## Nazwa
Swoją nazwę wyrób zawdzięcza podobieństwu w wyglądzie do zakonnicy w habicie, gdyż relegiouse w języku francuskim oznacza zakonnica.